# 沾河姑
沾河姑（16世纪1559年后—1624年），后金格格，努尔哈赤同母妹，噶哈善哈思虎、扬书之妻。

## 本名
她本名没有记载，相关史料中有数条记录称她为ajige fujin。ajige在满语中意为小，ajige fujin直译为小福晋或阿吉格福晋。ajige是她本名，还是与努尔哈妻子大福晋相对的称谓，无从得知。

## 生平
《清史稿》所记“太祖以同母女弟妻扬书、噶哈善哈思虎，是岁癸未（1583年）”。据《爱新觉罗宗谱·星源集庆》推论，嘉木瑚城主噶哈善哈思虎的妻子与扬书的妻子当为同一人。当是在丈夫噶哈善哈思虎于萬曆十二年 (1584年) 被她的庶母之弟薩木占殺害后，改嫁于沾河城主常舒之弟扬书。再婚后，与扬书生有三子，其中达尔汉娶努尔哈赤次女嫩哲格格。
她的本名没有记载。当时档案称她为沾河姑，“沾河”应是丈夫扬书来自沾河城之故。而未按当时习俗称沾河格格，是否为与其儿媳嫩哲格格区分已无法考证。中年之后，沾河姑与扬书感情不合，向哥哥努尔哈赤要求离婚，努爾哈赤因常書為其好友而不同意他們離婚。扬书在天命年间逝世时，夫妻已分居十五年，至死未再相见，故而努爾哈赤怨恨她，仍然眷愛着妹夫。
天命八年（1624年）五月九日，努尔哈赤在东京城八角殿召集沾河姑与诸公主训话，表示：诸女“所出骄纵之事，皆因姑尔事先未好生训导诸女之故，治罪之后，尔勿再登我门，勿来谏我。”。有现代研究者认为，努尔哈赤对她和诸女的训斥是表象，削夺其丈夫家族的世袭佐领为实质。同年九月十二日，沾河姑逝世，以两女殉葬。努尔哈赤要参加葬礼，被诸贝勒劝阻，努尔哈赤言“我之同父同母所生唯此妹矣。”参加葬礼时，努尔哈赤大哭，申時送殯後才回家。
雍正五年四月，扬书玄孙子镶黄旗满洲都统鄂善上奏，告稱努尔哈赤“将亲妹公主下嫁。因在盛京薨逝。未得册封。”恳请追给封典，奉旨追封為和硕公主，丈夫扬书无追封。《皇朝文典》錄入的《追封和碩公主祭文》記受封者「和碩公主乃太祖高皇帝之妹，朕之高祖姑也」、「仍渥茲追封為和碩靜安公主」，或为沾河姑的正式封号。

## 备注
1. ↑  ajige是传统满族人名。以“个人名+称谓”亦是当时常用人称。以努尔哈赤继妻衮代为例，她被称为“gundai fujin（衮代福晋）”。
2. ↑  当时，努尔哈赤的诸位妻子皆称福晋。其中，阿巴亥称大福晋。
3. ↑  噶哈善哈思虎姓伊尔根觉罗氏。
4. ↑  扬书姓郭络罗氏。
5. ↑  时努尔哈赤与诸贝勒之女皆可称格格。以努尔哈赤诸女为例，东果格格依夫家部落名，松古图格格依个人名。
6. ↑  《满洲实录[3]》记为六月初九日。
7. ↑  《清实录[7]》记为“鄂善之高祖常书”。
8. ↑  根据《满文老档[2]》的记载描述，沾河姑当在东京城逝世。